# Districte de Volnovakha
El districte de Volnovakha (en rus Волновахский район, en ucraïnès Волноваський район) és un raion en d'Ucraïna a l'óblast de Donetsk.
Comprèn una superfície de 2000 km². La capital és la ciutat de Volnovakha. Segons estimació 2010 tenia una població total de 92.600 habitants. El codi KOATUU és 1421500000. El codi postal 85700 i el prefix telefònic +380 6244.